# Konstantin Zyrjanov
Konstantin Georgijevič Zyrjanov, rusky Константин Георгиевич Зырянов (* 5. říjen 1977, Perm) je bývalý ruský fotbalista komijského původu. Hrál na pozici záložníka.
S ruskou reprezentací získal bronzovou medaili na evropském šampionátu roku 2008. Na tomto turnaji byl federací UEFA zařazen do all-stars týmu. Hrál i na Euru 2012 K roku 2012 za národní tým odehrál 52 utkání, v nichž vstřelil 7 branek.
Se Zenitem Petrohrad vyhrál v sezóně 2007/08 Pohár UEFA a následně i Superpohár UEFA. Třikrát se s ním stal mistrem Ruska (2007, 2010, 2011/12) a jednou získal ruský pohár.
V roce 2007 byl v anketě novin Sport-Express i Futbol vyhlášen ruským fotbalistou roku.
Roku 2002 ho postihla osobní tragédie, když jeho drogově závislá manželka vyskočila z okna osmého patra i se čtyřletou dcerou v náručí a obě na následky zranění zemřely.